# Загін «Стиляги»
«Загін «Стиляги»» — кінофільм режисера Скотта Сільвера, який вийшов на екрани в 1999 році.

## Зміст
Двоє хлопців і дівчина - завсідники рейв - клубів, барів і дансингів, діти вулиці, а за сумісництвом поліцейські інформатори, - несподівано виявляють труп свого начальника. Звинувачені у вбивстві, вони вживають власне розслідування.

## Ролі
| Актор               | Роль             |
| ------------------- | ---------------- |
| Клер Дейнс          | Джулі Барнс      |
| Джованні Рібізі     | Піт Кохран       |
| Омар Еппс           | Лінкольн Гейс    |
| Денніс Фаріна       | Адам Грір        |
| Джош Бролін         | Біллі            |
| Стів Гарріс         | Бріггс           |
| Річард Дженкінс     | Боб Мазерсед     |
| Сем МакМюррей       | Трікі            |
| Кларенс Вільямс III | дідусь Лінкольна |
| Пеггі Ліптон        | тітка Джулії     |

## Знімальна група
- Режисер — Скотт Сільвер
- Сценарист — Бадді Рускін
- Продюсер — Майкл Беннетт, Девід Ледд, Тоні Людвіг
- Композитор — Тодд Рундгрен